# Egmond aan Zee
Egmond aan Zee è una località balneare olandese sul Mare del Nord, di 5.100 abitanti circa, facente parte del comune di Bergen, nella provincia dell'Olanda Settentrionale.
Fu comune indipendente fino al 1978, quando andò a formare – assieme alle località di Egmond-Binnen e Egmond aan den Hoef, la nuova municipalità di Egmond, prima di venire incorporato dal 2001 nel comune di Bergen.

## Geografia fisica

### Territorio
Egmond aan Zee si trova sulla costa nord-occidentale dei Paesi Bassi e nella parte centro-occidentale della provincia del Noord-Holland, a sud-ovest di Bergen e a circa 9 km ad ovest di Alkmaar.

## Storia
Il villaggio di Egmond aan Zee sorse intorno al 977: si racconta che un ricco contadino di Egmond-Binnen vi fece costruire una decina di case destinate alle famiglie povere della zona.
In seguito, la località si sviluppò come villaggio di pescatori.
La località fu duramente colpita da alcune catastrofi naturali: il 1º novembre 1570, 50 abitazioni scomparvero a causa di un'inondazione, mentre nel novembre del 1741, 36 case e la chiesa furono inghiottite dal mare in tempesta.

## Monumenti e luoghi d'interesse
- Faro J.C.J. van Speijk

## Galleria d'immagini

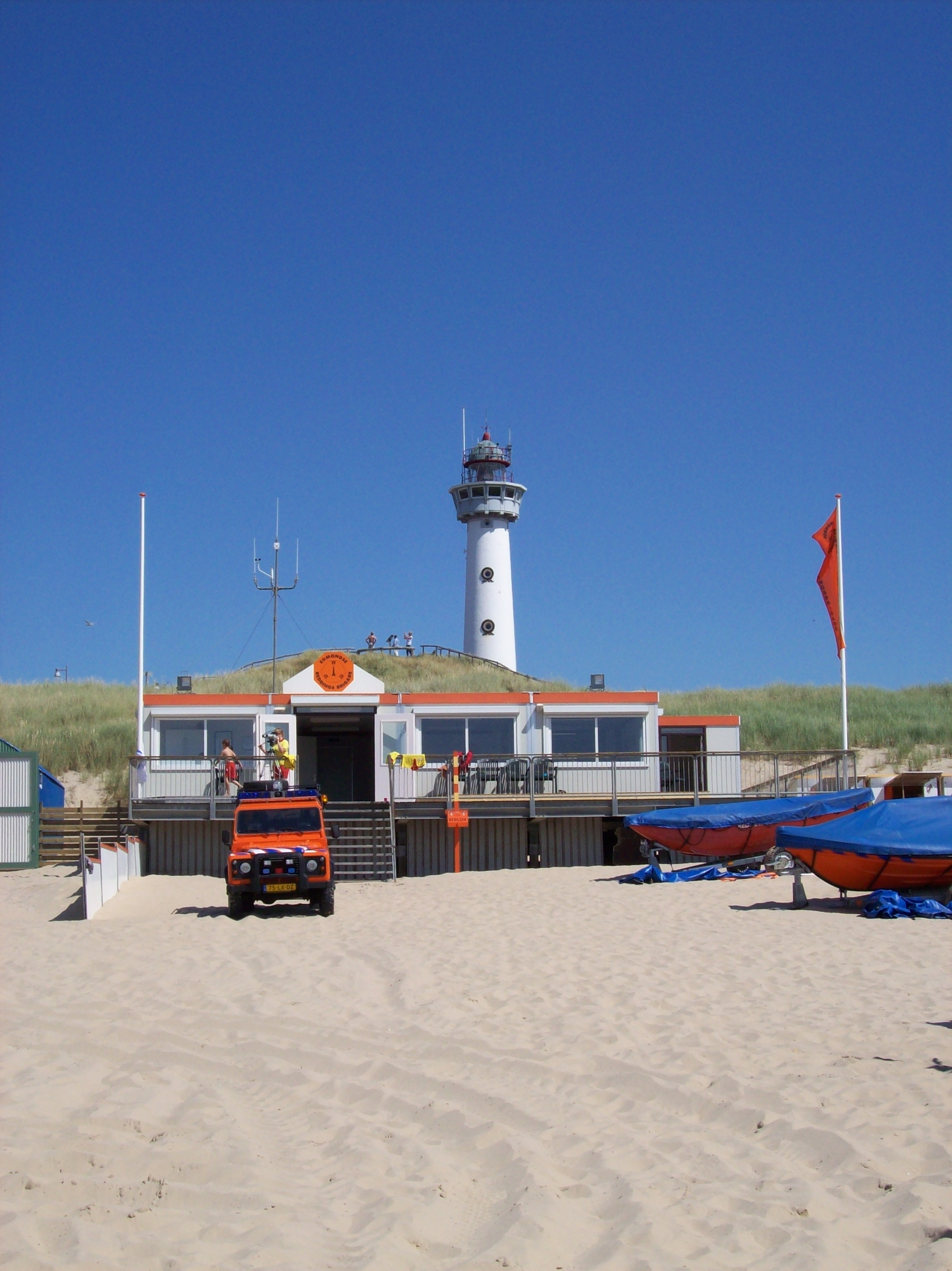
Il faro.
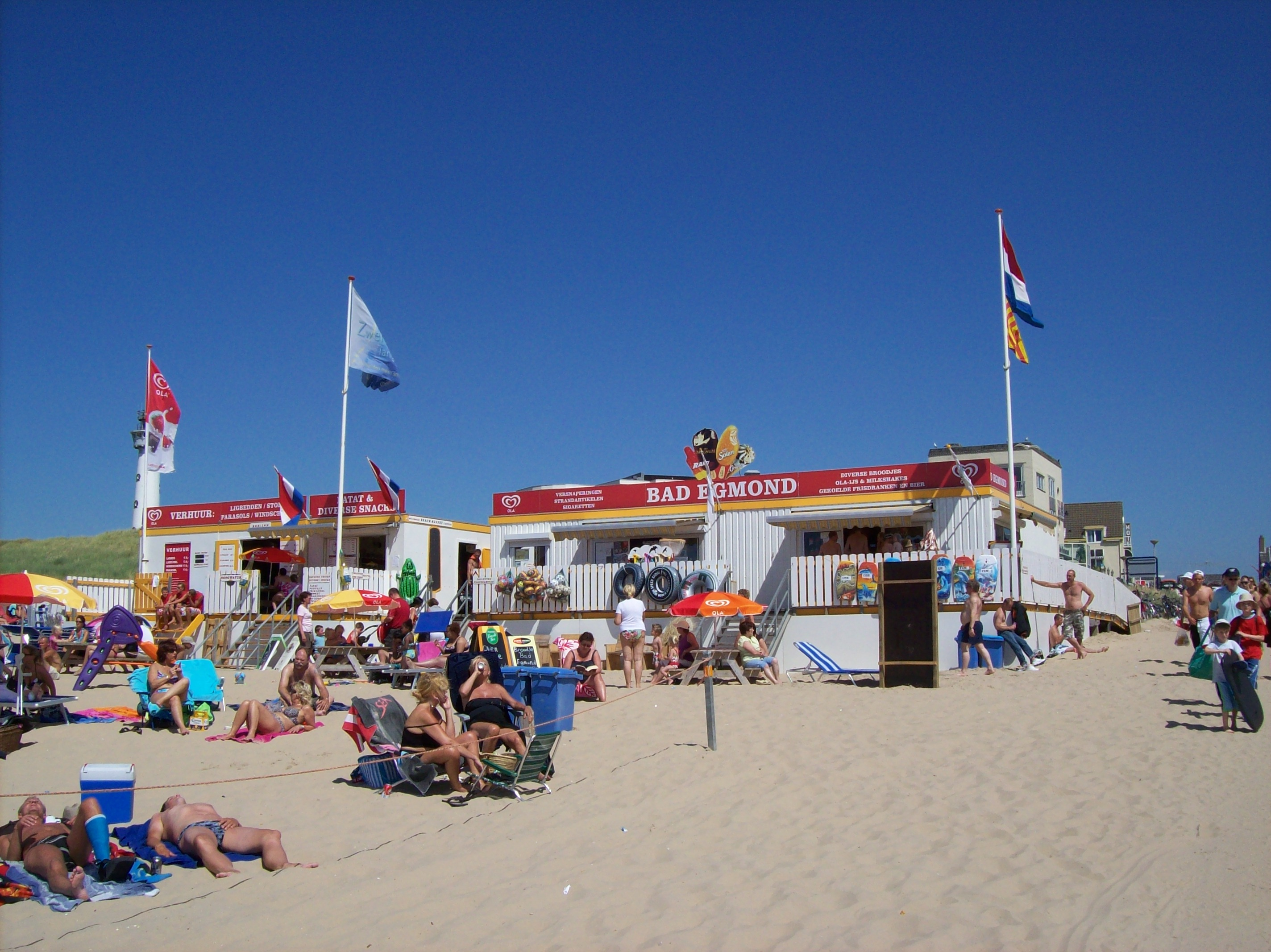
La spiaggia.